# Verticordia verticillata
Verticordia verticillata é uma angiosperma da família das murtas (Myrtaceae), sendo endêmica no Território do Norte australiano e no estado da Austrália Ocidental. É um arbusto lenhoso, também podendo ser considerada uma árvore de pequeno porte, com folhas relativamente longas e lineares dispostas em verticilos, que apresenta agrupamentos irregulares de flores na cor branco creme durante a primavera.

## Descrição
Verticordia verticillata é um arbusto, ou pequena árvore, abertamente ramificada que possui um lignotúber e que cresce, em média, até uma altura de 6 metros e uma largura de 2 metros. As folhas são dispostas em verticilos de três ou quatro e são lineares em forma, semicirculares a triangulares em seção transversal, medindo entre 6 a 30 milímetros de comprimento, 0,5 milímetros de largura e com uma extremidade pontiaguda.
As flores são levemente perfumadas e dispostas em grupos irregulares nas gema axilares das folhas em pecíolos que medem entre 8 a 15 milímetros de comprimento. O hipanto tem a forma de um hemisfério, com medidas que variam entre 1,5 a 2 milímetros de comprimento, mais ou menos liso. As sépalas são espalhadas e de coloração branco creme, medindo entre 5 a 7 milímetros de comprimento, com cerca de 6 lóbulos. As pétalas são de cor semelhante às sépalas, em forma de ovo, medem de 4 a 5 milímetros de comprimento, unido por cerca de 1 milímetro desse comprimento e têm dentes irregulares ao redor da borda. O estigma pode medir até 13 milímetros em comprimento e possui formato reto. A época de floração ocorre principalmente de agosto a outubro, às vezes em outros meses excepcionalmente após as chuvas.
Esta espécie pode ser distinguida da Verticordia cunninghamii e da Verticordia decussata, que às vezes ocorrem na mesma área, pela suas folhas verticiladas e pelo comprimento do estigma, o qual é significativamente mais alongado.

## Taxonomia e nomenclatura
A espécie foi descrita formalmente pela primeira vez em 1977, por Norman Byrnes, a partir de um espécime coletado na Estação Eva Valley, no Território do Norte australiano. A descrição foi publicada na revista "Austrobaileya". O epíteto específico (verticillata) é derivado da palavra latina verticillus que significa "um verticilo", referindo-se ao arranjo das folhas desta espécie.